# Rodgers Kwemoi
Rodgers Chumo Kwemoi (ur. 3 marca 1997) – kenijski lekkoatleta specjalizujący się w biegach długodystansowych.
Drużynowy mistrz świata juniorów z Guiyangu (2015) i wicemistrz świata seniorów z Aarhus (2019) w biegach przełajowych. Mistrz świata juniorów w biegu na 10 000 metrów z Bydgoszczy (2016) oraz zdobywca brązowego medalu na tym dystansie podczas 21. edycji Igrzysk Wspólnoty Narodów w Gold Coast (2018). W 2021 roku zadebiutował na igrzyskach olimpijskich, gdzie zajął 7. miejsce w biegu na 10 000 metrów.
Rekord życiowy: bieg na 5000 metrów – 13:18,98 (2 kwietnia 2016, Kumamoto), bieg na 10 000 metrów – 26:55,36 (6 października 2019, Doha)

## Osiągnięcia indywidualne
| Rok  | Impreza                                   | Miejsce    | Konkurencja      | Pozycja     | Wynik    |
| ---- | ----------------------------------------- | ---------- | ---------------- | ----------- | -------- |
| 2015 | Mistrzostwa świata w biegach przełajowych | Guiyang    | bieg juniorów    | 10. miejsce | 24:11    |
| 2016 | Mistrzostwa świata juniorów               | Bydgoszcz  | bieg na 10 000 m | 1. miejsce  | 27:25,23 |
| 2018 | Igrzyska Wspólnoty Narodów                | Gold Coast | bieg na 10 000 m | 3. miejsce  | 27:28,66 |
| 2019 | Mistrzostwa świata w biegach przełajowych | Aarhus     | bieg seniorów    | 21. miejsce | 33:11    |
| 2019 | Mistrzostwa świata                        | Doha       | bieg na 10 000 m | 4. miejsce  | 26:55,36 |
| 2021 | Igrzyska olimpijskie                      | Tokio      | bieg na 10 000 m | 7. miejsce  | 27:50,06 |
| 2022 | Mistrzostwa świata                        | Eugene     | bieg na 10 000 m | 15. miejsce | 27:52,26 |